# 下一站再愛你
《下一站再愛你》是一部於2014年出品的香港福音電影，由李德威擔任導演，袁文輝監製，以及由馬浚偉、杨钫涵、林佳樹 Makiyo "川島茉樹代"、劉鑫和喬宏太太"小金子"擔任演出。

## 故事簡介
活潑樂觀的年青心理輔導師林子萱（萱萱）決定到一間專門收留絕症病的醫院工作。在一次驗身報告中，萱萱發現自己患上末期骨癌，眼看自己已經不久人世，她開始擔心日後無人照顧心愛的丈夫沈萬豪，因此，她想把身邊的好友青青介紹給萬豪，希望在她離開人世之後有人能代替她照顧萬豪。萱萱經過精心策劃，安排了兩人在某咖啡廳見面。爲了想要了解兩人的進展，萱萱讓同病房的阿貓偷偷帶她去咖啡廳，兩人躲在角落觀察著萬豪和青青的約會。遠處的萬豪和青青有說有笑，萬豪還在青青耳邊說起了悄悄話，萱萱看在眼裏，內心很是糾結。一次偶然機會，萱萱遇上燕姐，燕姐的生命見證令萱萱終於明白"生命中最大的神蹟，就是從絕望中找到希望。"
- 影音使團第一部於中國全國戲院公映，改編自基督徒萬鴻與Tracy真人真事的電影。

- 電影歌曲: |《下一站再愛你》| 趙頌茹，|《守護》|馬浚偉